# Abbaye de Sibton
L’abbaye de Sibton est une ancienne abbaye cistercienne située dans le village de Yoxford (dans le comté du Suffolk), en Angleterre. Comme la plupart des abbayes britanniques, elle a été fermée par Henry VIII durant la campagne de dissolution des monastères.

## Histoire

### Fondation
L'abbaye est fondée à la demande de Guillaume Fitz Robert, comte de Gloucester, qui fait venir, suivant la tradition cistercienne, l'abbé et douze moines de l'abbaye de Warden. C'est la seule abbaye cistercienne a jamais avoir été créée dans le comté de Suffolk.

### Moyen Âge
Les possessions de l'abbaye s'étendent surtout dans l'est du Suffolk et dans le comté de Norfolk, grâce à de nombreux dons des descendants du fondateur et d'autres familles

### Liste des abbés connus de Sibton
- Constantine
- Laurence, c. 1200
- Alexander de Walpole
- Ralph, attesté en 1253
- Richard, attesté en 1269
- Walter, attesté en 1289
- John, attesté en 1303
- Eustache, attesté en 1313
- Ralph, attesté en 1334
- Walter, nommé en 1375
- Robert Aldeby, attesté en 1426
- Henry, attesté en 1529
- William Flatbury, attesté en 1536[5].

### Dissolution du monastère

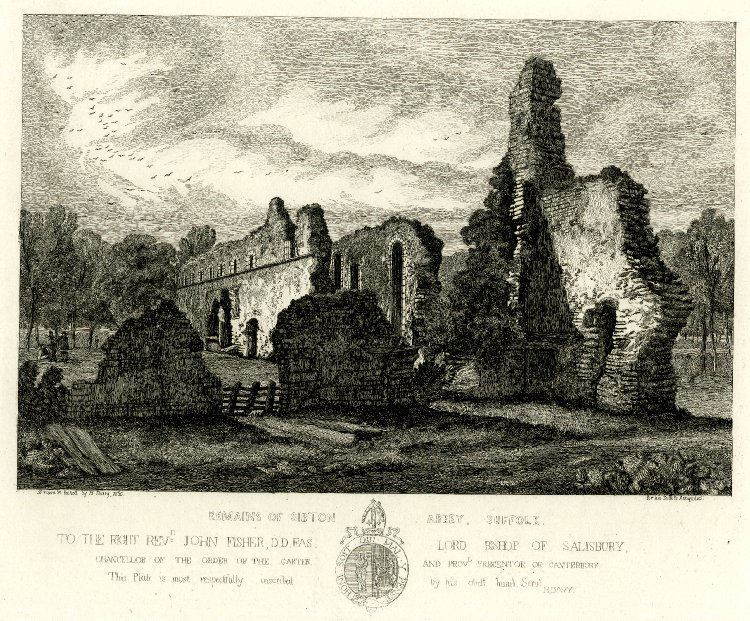
Les ruines de l'abbaye en 1827, peintes par Henry Davy.

En décembre 1536, comme l'immense majorité des monastères britanniques, à la suite de la rupture entre Henry VIII et l'Église catholique, l'abbaye de Sibton est fermée et détruite lors de la campagne de dissolution des monastères. Après la dissolution, le monastère est attribué au duc de Norfolk, dont le descendant le vend en 1610 à John Scrivener
Les ruines de l'abbaye ont été partiellement restaurées par le Landmark Trust.

## L'abbaye
Le monastère était implanté à proximité de la rivière Yox (en).